# Val-de-la-Haye
Val-de-la-Haye ist eine französische Gemeinde mit 699 Einwohnern (Stand: 1. Januar 2022) im Département Seine-Maritime in der Region Normandie. Val-de-la-Haye gehört zum Arrondissement Rouen und ist Teil des Kantons Canteleu (bis 2015: Kanton Grand-Couronne). 

## Lage
Val-de-la-Haye liegt etwa neun Kilometer südwestlich von Rouen an der Seine. Umgeben wird Val-de-la-Haye von den Nachbargemeinden Canteleu im Norden, Petit-Couronne im Osten, Grand-Couronne im Süden und Südosten, Hautot-sur-Seine im Süden, Sahurs im Westen und Südwesten sowie Quevillon im Westen und Nordwesten.

## Einwohnerentwicklung
| 1962                      | 1968 | 1975 | 1982 | 1990 | 1999 | 2006 | 2013 |
| ------------------------- | ---- | ---- | ---- | ---- | ---- | ---- | ---- |
| 729                       | 754  | 669  | 715  | 805  | 789  | 764  | 705  |
| Quelle: Cassini und INSEE |      |      |      |      |      |      |      |

## Sehenswürdigkeiten
- Kirche Saint-Jean-Baptiste
- Tempelritterkomtur Sainte-Vaubourg[1] aus dem 13. Jahrhundert, später vom Johanniterorden genutzt, seit 1972 Monument historique
- Friedhofskapelle, frühere Kirche Saint-Jean